# Pero splendorata
Pero splendorata là một loài bướm đêm trong họ Geometridae.